# 1938-as magyar vívóbajnokság
Az 1938-as magyar vívóbajnokság a harmincnegyedik magyar bajnokság volt. A férfi tőrbajnokságot május 1-jén rendezték meg Budapesten, a Műegyetemen, a párbajtőrbajnokságot május 8-án Budapesten, a Műegyetemen, a kardbajnokságot április 24-én Budapesten, a Műegyetemen, a női tőrbajnokságot pedig május 1-jén Budapesten, a Műegyetemen.

## Eredmények
| Versenyszám          | Arany                             | Arany | Ezüst                   | Ezüst | Bronz                             | Bronz |
| -------------------- | --------------------------------- | ----- | ----------------------- | ----- | --------------------------------- | ----- |
| Férfi tőrvívás       | Gerevich Aladár MAC               |       | Palócz Endre Újpesti TE |       | Hátszeghy József Honvéd Tiszti VK |       |
| Férfi párbajtőrvívás | dr. Gözsy Sándor Honvéd Tiszti VK |       | Filippinyi Sándor BEAC  |       | Tabajdy László Újpesti TE         |       |
| Férfi kardvívás      | Maszlay Lajos Honvéd Tiszti VK    |       | dr. Rajczy Imre BEAC    |       | Gerevich Aladár MAC               |       |
| Női tőrvívás         | Bogáthy Erna Honvéd Tiszti VK     |       | Elek Margit Detektív AC |       | Kun Éva MTK                       |       |